# Metán (departament)
Departament Metán (hiszp. Departamento Metán) – departament położony jest w centralnej części prowincji Salta. Stolicą departamentu jest San José de Metán. W 2010 roku populacja departamentu wynosiła 40351. 
Departament General Güemes graniczy z czterema innymi departamentami prowincji: Capital, Anta, General Güemes, La Viña, Guachipas i Rosario de la Frontera.
Większość departamentu jest płaska tylko część zachodnią stanowią porośnięte lasem góry dochodzące do wysokości ponad 3300 m. Przez departament przepływa rzeka Rio Juramento. San José de Metán jest ważnym węzłem kolejowym na linii Tucumán-Salta-Jujuy. 
Przez departament przebiegają: Droga krajowa 9, Droga krajowa 16 oraz Droga prowincjonalna 31 (Ruta Provincial 31), Droga prowincjonalna 45 (Ruta Provincial 45), Droga prowincjonalna 29 (Ruta Provincial 29),  Droga prowincjonalna 47 (Ruta Provincial 47) Droga prowincjonalna 48 (Ruta Provincial 48). 
W skład departamentu wchodzą m.in. miejscowości: San José de Metán, El Galpón, Río Piedras, El Tunal, Lumbreras, Los Rosales, Metán Viejo, San José de la Orquera, Presa El Tunal.